# Mike Barten
Mike Barten (* 20. November 1973 in Lübeck) ist ein ehemaliger deutscher Fußballspieler und aktueller -trainer. Seit Mitte April 2021 ist er Trainer des niedersächsischen Landesligisten TSV Ottersberg.

## Karriere
Im Alter von 16 Jahren wechselte Barten in die Jugendabteilung von Werder Bremen. 1993 schaffte der Abwehrspieler den Sprung in den Amateurmannschaft des Vereins und wurde Vize-Amateurmeister. Parallel machte er sein Fachabitur und schloss eine Lehre zum Sozialversicherungsfachangestellten erfolgreich ab. Ab 1995 gehörte er zwei Jahre auch zum Profikader. Die Saison 1997/98 verbrachte er ausschließlich im Kader der in der Regionalliga spielenden Amateurmannschaft, bevor er ab der nächsten Spielzeit bis 2003 einen Profivertrag erhielt. Nach dem Engagement Thomas Schaafs, der ihn bereits von den Amateuren kannte, absolvierte er in der Spielzeit 1999/2000 16 Bundesligapartien. Ein schwerer Knorpelschaden im Knie hatte ab 2001 eine eineinhalbjährige Zwangspause, das Nichtverlängern des Vertrages durch den Bundesligisten und einen Karriereknick zur Folge. Insgesamt absolvierte der gelegentlich auch im Mittelfeld eingesetzte Barten für die Grün-Weißen 34 Bundesliga- und 6 Europapokalspiele, in denen er ohne Torerfolg blieb. Sportlicher Höhepunkt war das Erreichen des DFB-Pokalfinales im Jahr 2000. Barten war während der gesamten Partie im Einsatz und verlor gegen FC Bayern München. Während des DFB-Pokalsieges im Vorjahr hatte er bereits im Kader gestanden, allerdings während des Wettbewerbs nicht gespielt.
In der Winterpause der Saison 2003/04 wechselte Barten – nachdem Verhandlungen mit Eintracht Frankfurt über ein Engagement gescheitert waren – zum Zweitligaaufsteiger FC Erzgebirge Aue, mit dem ihm nach einer für ihn sportlich unglücklichen Zeit der Klassenerhalt gelang. Nach Ablauf der Spielzeit wurde Barten vom damals viertklassigen SV Wilhelmshaven verpflichtet; er stieg mit den Wilhelmshavenern in die Regionalliga auf. Dabei kam er in allen 34 Partien zum Einsatz. Eine Saison später folgte der direkte Wiederabstieg.
Seit 2006 besitzt Barten die A-Trainerlizenz. Im Jahr 2010 absolvierte Barten in Köln die Fußballlehrerlizenz. Ab 1. Juli 2008 war Barten Chef-Trainer beim FC Oberneuland in der Regionalliga Nord. Am 21. November 2008 wurde er als Co-Trainer von Dieter Eilts von Hansa Rostock verpflichtet. Er erhielt, wie auch Eilts, einen Vertrag bis 2010, wurde aufgrund sportlicher Misserfolge jedoch zusammen mit Eilts am 6. März 2009 beurlaubt. Zum Beginn der Saison 2010/11 kehrte Barten als Cheftrainer zum FC Oberneuland zurück, eine frühere Verpflichtung scheiterte an den noch bestehenden Vertragsverhältnissen mit Hansa Rostock. Kurz vor Saisonende wurde Barten aufgrund einer anhaltenden sportlichen Talfahrt und akuter Abstiegsgefahr entlassen und durch Uwe Reinders ersetzt. Bereits kurz vor Beginn seiner Tätigkeit als Trainer von Oberneuland nahm Barten im Sommer 2009 ein Engagement bei Werder Bremen an, wo er bis Ende 2012 als Marketingmitarbeiter angestellt war. Im Sommer 2012 wurde er als Trainer des Landesligisten TSV Melchiorshausen vorgestellt. Zum Ende der Saison 2013/14 trat er von diesem Posten zurück.
Während seiner Zeit als Marketingmitarbeiter bei Werder Bremen arbeitete er an der Seite seines rund drei Jahre jüngeren Bruders Tim Barten, der seit dem 1. Januar 2013 als Teammanager der Profis von Werder Bremen agiert.
Von 2014 bis 2020 agierte er als Jugendtrainer, U23-Trainer und für fünf Spiele unter Daniel Stendel als Imterims-Co-Trainer der Profimannschaft von Hannover 96.
Mitte April 2021 trat er den Posten als Cheftrainer beim niedersächsischen TSV Ottersberg an.

## Größte Erfolge
Als Spieler:
- Erreichen des DFB-Pokalfinales 2000 mit Werder Bremen
- Gewinn des DFB-Pokals 1999 mit Werder Bremen*
- Vize-Amateurmeister 1993 mit Werder Bremen II
- Aufstieg in die Regionalliga Nord 2006 mit dem SV Wilhelmshaven

(* Barten stand im Kader, kam jedoch im Wettbewerb nicht zum Einsatz.)
Als Trainer:
- Aufstieg in die Regionalliga Nord 2008 mit dem FC Oberneuland
- Einzug in die 2. Runde des DFB-Pokals 2008 mit dem FC Oberneuland